# Kanowna Island
Kanowna Island är en oceanisk ö i Australien. Den ligger den södra delen av Wilsons Promontory National Park i delstaten Victoria, omkring 190 kilometer sydost om delstatshuvudstaden Melbourne. Arean är 0,26 kvadratkilometer. Den sträcker sig 0,9 kilometer i nord-sydlig riktning, och 0,6 kilometer i öst-västlig riktning.
Genomsnittlig årsnederbörd är 685 millimeter. Den regnigaste månaden är juni, med i genomsnitt 85 mm nederbörd, och den torraste är januari, med 25 mm nederbörd.
Det är hem för en betydande avelskoloni med den australiska populationen av sydafrikanska pälssälar, med cirka 15000 sälar (13,3% av populationen 2010).